# Tagunite
Tagunite ou Tagounite é uma cidade e comuna rural do sul de Marrocos, que faz parte da província de Zagora e da região de Souss-Massa-Drâa. Em 2004 tinha 17 553 habitantes.
Situa-se num oásis a algumas dezenas de quilómetros da fronteira com a Argélia, 50 km a sul de Tamegroute, 68 km a sudeste de Zagora e  230 km a sudeste de Ouarzazate. Nos chamados anos de chumbo era conhecida porque ali existia um campo de detenção secreto, no antigo alcácer (ksar) do caudilho El Glaoui.
Desde 2002 que sofre de faltas de água graves devido ao abaixamento do lençol freático.
No lugar de Tizi Beni Selmane, a cerca de dez quilómetros da cidade, na estrada para M'hamid, foram encontrados numerosos túmulos que provavelmente são do período pré-islâmico.